# ケヴィン・ステア
ケヴィン・アレクサンダー・ステア (Kevin Alexander Stea、1969年10月17日 - )は、アメリカ合衆国のダンサー、振付師、俳優、歌手、監督、モデル。マドンナ、レディー・ガガ、マイケル・ジャクソンといった数々の有名なアーティストのダンサーを務め、 いくつかの映画やTV番組にも出演した。
ステアはアシスタントの振付師およびダンス・キャプテンとしてマドンナが1990年に開催したBlond Ambition Tourに参加し、1991年のドキュメンタリー映画『イン・ベッド・ウィズ・マドンナ』にも登場した。1992年1月、共にツアーに参加したオリバー・クルムズとガブリエル・トルピンとともにロサンゼルス上位裁判所でマドンナの会社のボーイ・トイ、ミラマックス、プロパガンダを相手に訴訟を起こした、その理由としては曝すつもりの無かったプライバシーをドキュメンタリーを通じ本人の意図しない形で晒されてしまった事にあった。マドンナの国際的な知名度によって訴訟の一件はメディアでも大々的に取り上げられ、ステアはこの問題についてニュースで議論したりMaury Povichをはじめとしたトーク番組に登場することになった。2年以上に渡る訴訟は1994年10月に取り下げられ、内容を明かさない形で示談による和解が成立した。
訴訟が続いた中でもステアはプロとしてキャリアを進め、ディズニーのミュージカル映画『ニュージーズ』にスウィフティ役で出演したり、松田聖子のコンサート・ツアー『グロリアス・レボリューション』に参加している。そしてマイケル・ジャクソンのMTV10周年記念ライヴの「ウィル・ユー・ビー・ゼア』のパフォーマンスに参加した事をきっかけに、「ブラック・オア・ホワイト」「ブラッド・オン・ザ・ダンス・フロア」の振り付けを担当した。